# Список народных депутатов Верховной рады Украины VII созыва
Ниже приведен список имен 445 депутатов, которые работали в Верховной раде Украины VII созыва. Выборы состоялись 28 октября 2012 года, полномочия депутатов начались 12 декабря 2012 года и прекратились 27 ноября 2014 года. Полномочия 33 депутатов были досрочно прекращены (на основании личных заявлений депутатов, если не указано иное). 25 августа 2014 года президент Украины Пётр Порошенко досрочно распустил Раду; полномочия депутатов продолжались до начала работы Рады VIII созыва.
|  | Фракция                         | ФИО                                         | № в списке | № округа | Область (или город)        | Время полномочий |
|  | ------------------------------- | ------------------------------------------- | ---------- | -------- | -------------------------- | --- |
|  | Партия регионов                 | Дзоз, Виталина Алексеевна (р. 1955)         |            | №1       | Автономная Республика Крым | 18 сентября 2014 заявила о сложении с себя полномочий. Официально полномочия досрочно прекращены не были.                 |
|  | Союз                            | Миримский, Лев Юльевич (1960—2017)          |            | №2       | Автономная Республика Крым | |
|  | Партия регионов                 | Нетецкая, Елена Анатольевна (р. 1972)       |            | №3       | Автономная Республика Крым | |
|  | Партия регионов                 | Параскив, Олег Дмитриевич (р. 1966)         |            | №4       | Автономная Республика Крым | 18 сентября 2014 заявил о сложении с себя полномочий. Официально полномочия досрочно прекращены не были.                  |
|  | Партия регионов                 | Лютикова, Валентина Ивановна (р. 1953)      |            | №5       | Автономная Республика Крым | 18 сентября 2014 заявил о сложении с себя полномочий. Официально полномочия досрочно прекращены не были.                  |
|  | Партия регионов                 | Лёвочкина, Юлия Владимировна (р. 1977)      |            | №6       | Автономная Республика Крым | |
|  | Партия регионов                 | Брайко, Сергей Борисович (р. 1957)          |            | №7       | Автономная Республика Крым | 18 сентября 2014 заявил о сложении с себя полномочий. Официально полномочия досрочно прекращены не были.                  |
|  | Партия регионов                 | Дейч, Борис Давидович (р. 1938)             |            | №8       | Автономная Республика Крым | 17 марта 2014 заявил о сложении с себя полномочий. Официально полномочия досрочно прекращены не были.                     |
|  | Партия регионов                 | Нечаев, Александр Игоревич (р. 1963)        |            | №9       | Автономная Республика Крым | |
|  | Партия регионов                 | Груба, Григорий Иванович (р. 1954)          |            | №10      | Автономная Республика Крым | 18 сентября 2014 заявил о сложении с себя полномочий. Официально полномочия досрочно прекращены не были.                  |
|  | Наша Украина                    | Домбровский, Александр Георгиевич (р. 1962) |            | №11      | Винницкая область          | |
|  | Наша Украина                    | Порошенко, Пётр Алексеевич (р. 1965)        |            | №12      | Винницкая область          | до 3 июня 2014 года |
|  | Батькивщина                     | Катеринчук, Николай Дмитриевич (р. 1967)    |            | №13      | Винницкая область          | |
|  | Другие                          | Жеребнюк, Виктор Николаевич (р. 1970)       |            | №14      | Винницкая область          | |
|  | Другие                          | Джига, Николай Васильевич (р. 1949)         |            | №15      | Винницкая область          | |
|  | КПУ                             | Калетник, Оксана Николаевна (р. 1972)       |            | №16      | Винницкая область          | |
|  | Другие                          | Заболотный, Григорий Михайлович (р. 1952)   |            | №17      | Винницкая область          | |
|  | КПУ                             | Калетник, Григорий Николаевич (р. 1949)     |            | №18      | Винницкая область          | |
|  | ВО Свобода                      | Мельник, Евгений Иванович (р. 1956)         |            | №19      | Волынская область          | |
|  | Другие                          | Мартыняк, Сергей Васильевич                 |            | №20      | Волынская область          | |
|  | Другие                          | Ивахив, Степан Петрович                     |            | №21      | Волынская область          | |
|  | Наша Украина                    | Палица, Игорь Петрович (р. 1972)            |            | №22      | Волынская область          | |
|  | Народная партия                 | Еремеев, Игорь Миронович                    |            | №23      | Волынская область          | |
|  | Партия регионов                 | Безбах, Яков Яковлевич                      |            | №24      | Днепропетровская область   | |
|  | Партия регионов                 | Цыркин, Игорь Маркович                      |            | №25      | Днепропетровская область   | |
|  | Партия регионов                 | Ступак, Иван Иванович                       |            | №26      | Днепропетровская область   | |
|  | Партия регионов                 | Момот, Александр Иванович                   |            | №27      | Днепропетровская область   | |
|  | Партия регионов                 | Морозенко, Евгений Вадимович                |            | №28      | Днепропетровская область   | |
|  | Партия регионов                 | Бутковский, Виктор Владимирович             |            | №29      | Днепропетровская область   | |
|  | Партия регионов                 | Гузенко Константин Александрович            |            | №30      | Днепропетровская область   | |
|  | Партия регионов                 | Павлов, Константин Юрьевич                  |            | №31      | Днепропетровская область   | |
|  | Партия регионов                 | Любоненко, Юрий Викторович                  |            | №32      | Днепропетровская область   | |
|  | Партия регионов                 | Задорожный, Вячеслав Казимирович            |            | №33      | Днепропетровская область   | |
|  | Партия регионов                 | Глазунов, Сергей Николаевич                 |            | №34      | Днепропетровская область   | |
|  | Партия регионов                 | Шипко, Андрей Фёдорович                     |            | №35      | Днепропетровская область   | |
|  | Партия регионов                 | Мартовицкий, Артур Владимирович             |            | №36      | Днепропетровская область   | |
|  | Партия регионов                 | Шпенов, Дмитрий Юрьевич                     |            | №37      | Днепропетровская область   | |
|  | Партия регионов                 | Солошенко, Николай Павлович                 |            | №38      | Днепропетровская область   | |
|  | Партия регионов                 | Самойленко, Юрий Павлович                   |            | №39      | Днепропетровская область   | |
|  | Партия регионов                 | Царёв, Олег Анатольевич (р. 1970)           |            | №40      | Днепропетровская область   | |
|  | Партия регионов                 | Бобков, Александр Михайлович                |            | №41      | Донецкая область           | |
|  | Партия регионов                 | Бахтеева, Татьяна Дмитриевна                |            | №42      | Донецкая область           | |
|  | Партия регионов                 | Ландик, Валентин Иванович                   |            | №43      | Донецкая область           | |
|  | Партия регионов                 | Левченко, Николай Александрович             |            | №44      | Донецкая область           | |
|  | Партия регионов                 | Звягильский, Ефим Леонидович                |            | №45      | Донецкая область           | |
|  | Партия регионов                 | Клюев, Сергей Петрович                      |            | №46      | Донецкая область           | |
|  | Партия регионов                 | Азаров, Алексей Николаевич                  |            | №47      | Донецкая область           | |
|  | Партия регионов                 | Боярский, Юрий Иванович                     |            | №48      | Донецкая область           | |
|  | Партия регионов                 | Омельянович, Денис Сергеевич                |            | №49      | Донецкая область           | |
|  | Партия регионов                 | Байсаров, Леонид Владимирович               |            | №50      | Донецкая область           | |
|  | Партия регионов                 | Гончаров, Анатолий Дмитриевич               |            | №51      | Донецкая область           | |
|  | Партия регионов                 | Шкиря, Игорь Николаевич                     |            | №52      | Донецкая область           | |
|  | Партия регионов                 | Литвинов, Леонид Фёдорович                  |            | №53      | Донецкая область           | |
|  | Партия регионов                 | Лукьянов, Владислав Валентинович            |            | №54      | Донецкая область           | |
|  | Партия регионов                 | Омельченко, Валерий Павлович                |            | №55      | Донецкая область           | |
|  | Партия регионов                 | Борт, Виталий Петрович                      |            | №56      | Донецкая область           | |
|  | Партия регионов                 | Матвиенков, Сергей Анатольевич              |            | №57      | Донецкая область           | |
|  | Партия регионов                 | Белый, Алексей Петрович                     |            | №58      | Донецкая область           | |
|  | Партия регионов                 | Васильев, Александр Андреевич               |            | №59      | Донецкая область           | |
|  | Партия регионов                 | Рыженков, Александр Николаевич              |            | №60      | Донецкая область           | |
|  | Партия регионов                 | Пономарев, Андрей Викторович                |            | №61      | Донецкая область           | |
|  | Батькивщина                     | Зубко, Геннадий Григорьевич                 |            | №62      | Житомирская область        | |
|  | Другие                          | Лабунская, Анжелика Викторовна              |            | №63      | Житомирская область        | |
|  | Партия регионов                 | Пехов, Владимир Анатольевич                 |            | №64      | Житомирская область        | |
|  | Народная партия                 | Литвин, Владимир Михайлович                 |            | №65      | Житомирская область        | |
|  | Партия регионов                 | Журавский, Виталий Станиславович            |            | №66      | Житомирская область        | |
|  | Партия регионов                 | Развадовский, Виктор Иосифович              |            | №67      | Житомирская область        | |
|  | Партия регионов                 | Ковач, Василий Ильич                        |            | №68      | Закарпатская область       | |
|  | Единый центр                    | Балога, Виктор Иванович                     |            | №69      | Закарпатская область       | |
|  | Партия регионов                 | Ланьо, Михаил Иванович                      |            | №70      | Закарпатская область       | |
|  | Единый центр                    | Балога, Павел Иванович                      |            | №71      | Закарпатская область       | |
|  | Единый центр                    | Петёвка, Василий Васильевич                 |            | №72      | Закарпатская область       | |
|  | Партия регионов                 | Бушко, Иван Иванович                        |            | №73      | Закарпатская область       | |
|  | Партия регионов                 | Сухой, Ярослав Михайлович                   |            | №74      | Запорожская область        | |
|  | Партия регионов                 | Кальцев, Сергей Фёдорович                   |            | №75      | Запорожская область        | |
|  | Партия регионов                 | Карташов, Евгений Григорьевич               |            | №76      | Запорожская область        | |
|  | Партия регионов                 | Богуслаев, Вячеслав Александрович           |            | №77      | Запорожская область        | |
|  | Партия регионов                 | Пономарёв, Александр Сергеевич              |            | №78      | Запорожская область        | |
|  | Партия регионов                 | Бандуров, Владимир Владимирович             |            | №79      | Запорожская область        | |
|  | Партия регионов                 | Балицкий, Евгений Витальевич                |            | №80      | Запорожская область        | |
|  | Партия регионов                 | Пшонка, Артём Викторович                    |            | №81      | Запорожская область        | |
|  | Партия регионов                 | Дудка, Александр Иванович                   |            | №82      | Запорожская область        | |
|  | ВО Свобода                      | Сыч, Александр Максимович                   |            | №83      | Ивано-Франковская область  | до 28 февраля 2014 года                                                                                                   |
|  | Другие                          | Шевченко, Александр Леонидович              |            | №83      | Ивано-Франковская область  | с 17 июня 2014 года |
|  | Батькивщина                     | Купчак, Владимир Романович                  |            | №84      | Ивано-Франковская область  | |
|  | Батькивщина                     | Сикора Ольга, Мирославовна                  |            | №85      | Ивано-Франковская область  | |
|  | Батькивщина                     | Дырив, Анатолий Борисович                   |            | №86      | Ивано-Франковская область  | |
|  | Другие                          | Деревянко, Юрий Богданович                  |            | №87      | Ивано-Франковская область  | |
|  | Другие                          | Доний, Александр Сергеевич                  |            | №88      | Ивано-Франковская область  | |
|  | Батькивщина                     | Гладий, Василий Иванович                    |            | №89      | Ивано-Франковская область  | |
|  | Другие                          | Чудновский, Виталий Олегович                |            | №90      | Киевская область           | |
|  | УДАР                            | Сольвар, Руслан Николаевич                  |            | №91      | Киевская область           | |
|  | Партия регионов                 | Кацуба, Сергей Владимирович                 |            | №92      | Киевская область           | |
|  | Партия регионов                 | Онищенко, Александр Романович               |            | №93      | Киевская область           | |
|  | Партия регионов                 | Бадаев, Руслан Геннадиевич                  |            | №94      | Киевская область           | с 15 января 2014 года |
|  | Батькивщина                     | Кутовый, Вячеслав Григорьевич               |            | №95      | Киевская область           | |
|  | Партия регионов                 | Москаленко, Ярослав Николаевич              |            | №96      | Киевская область           | |
|  | УДАР                            | Ризаненко, Павел Александрович              |            | №97      | Киевская область           | |
|  | Другие                          | Мищенко, Сергей Григорьевич                 |            | №98      | Киевская область           | |
|  | Другие                          | Табалов, Андрей Александрович               |            | №99      | Кировоградская область     | |
|  | Партия регионов                 | Берёзкин, Станислав Семёнович               |            | №100     | Кировоградская область     | |
|  | Партия регионов                 | Грушевский, Виталий Анатольевич             |            | №101     | Кировоградская область     | |
|  | Партия регионов                 | Един, Александр Иосифович                   |            | №102     | Кировоградская область     | |
|  | Партия регионов                 | Кузьменко, Сергей Анатольевич               |            | №103     | Кировоградская область     | |
|  | Партия регионов                 | Струк, Владимир Алексеевич                  |            | №104     | Луганская область          | |
|  | Партия регионов                 | Горохов, Сергей Александрович               |            | №105     | Луганская область          | |
|  | Партия регионов                 | Кунченко, Алексей Петрович                  |            | №106     | Луганская область          | |
|  | Партия регионов                 | Дунаев, Сергей Владимирович                 |            | №107     | Луганская область          | |
|  | Другие                          | Мошенский, Валерий Захарович                |            | №108     | Луганская область          | |
|  | Партия регионов                 | Медяник, Владимир Юрьевич                   |            | №109     | Луганская область          | |
|  | Партия регионов                 | Чуб, Владимир Евгеньевич                    |            | №110     | Луганская область          | |
|  | Партия регионов                 | Коваль, Александр Иванович                  |            | №111     | Луганская область          | |
|  | Партия регионов                 | Иоффе, Юлий Яковлевич                       |            | №112     | Луганская область          | |
|  | Партия регионов                 | Тихонов, Виктор Николаевич                  |            | №113     | Луганская область          | |
|  | Партия регионов                 | Демишкан, Владимир Фёдорович                |            | №114     | Луганская область          | |
|  | Батькивщина                     | Хмиль, Михаил Михайлович                    |            | №115     | Львовская область          | |
|  | ВО Свобода                      | Фарион, Ирина Дмитриевна (1964—2024)        |            | №116     | Львовская область          | |
|  | Батькивщина                     | Васюник, Игорь Васильевич                   |            | №117     | Львовская область          | |
|  | ВО Свобода                      | Михальчишин, Юрий Адрианович                |            | №118     | Львовская область          | |
|  | ВО Свобода                      | Сех, Ирина Игоревна                         |            | №119     | Львовская область          | |
|  | УДАР                            | Дубневич, Ярослав Васильевич                |            | №120     | Львовская область          | |
|  | Батькивщина                     | Илык, Роман Романович                       |            | №121     | Львовская область          | |
|  | Батькивщина                     | Пазыняк, Василий Степанович                 |            | №122     | Львовская область          | |
|  | Батькивщина                     | Котеляк, Лидия Леонидовна                   |            | №123     | Львовская область          | |
|  | Батькивщина                     | Курпиль, Степан Владимирович                |            | №124     | Львовская область          | |
|  | ВО Свобода                      | Тягнибок, Андрей Ярославович (р. 1968)      |            | №125     | Львовская область          | |
|  | Батькивщина                     | Канивец, Олег Леонидович                    |            | №126     | Львовская область          | |
|  | Партия регионов                 | Наконечный, Владимир Леонтьевич             |            | №127     | Николаевская область       | |
|  | Партия регионов                 | Ильюк, Артём Александрович                  |            | №128     | Николаевская область       | |
|  | Партия регионов                 | Жук, Николай Васильевич                     |            | №129     | Николаевская область       | |
|  | Батькивщина                     | Бриченко, Игорь Витальевич                  |            | №130     | Николаевская область       | |
|  | Партия регионов                 | Гержов, Юрий Иванович                       |            | №131     | Николаевская область       | |
|  | Другие                          | Круглов, Николай Петрович                   |            | №132     | Николаевская область       | с 15 января 2014 года |
|  | Партия регионов                 | Марков, Игорь Олегович                      |            | №133     | Одесская область           | до 20 сентября 2013 года, согласно постановлению Высшего административного суда Украины                                   |
|  | Партия регионов                 | Гриневецкий, Сергей Рафаилович              |            | №134     | Одесская область           | |
|  | Партия регионов                 | Кивалов, Сергей Васильевич                  |            | №135     | Одесская область           | |
|  | Партия регионов                 | Труханов, Геннадий Леонидович               |            | №136     | Одесская область           | |
|  | Партия регионов                 | Климов, Леонид Михайлович                   |            | №137     | Одесская область           | |
|  | Партия регионов                 | Фурсин, Иван Геннадьевич                    |            | №138     | Одесская область           | |
|  | Партия регионов                 | Пресман, Александр Семёнович                |            | №139     | Одесская область           | |
|  | Партия регионов                 | Жвания, Давид Важаевич                      |            | №140     | Одесская область           | |
|  | Партия регионов                 | Барвиненко, Виталий Дмитриевич              |            | №141     | Одесская область           | |
|  | Партия регионов                 | Киссе, Антон Иванович                       |            | №142     | Одесская область           | |
|  | Партия регионов                 | Крук, Юрий Борисович                        |            | №143     | Одесская область           | |
|  | УДАР                            | Каплин, Сергей Николаевич                   |            | №144     | Полтавская область         | |
|  | ВО Свобода                      | Бублик, Юрий Васильевич                     |            | №145     | Полтавская область         | |
|  | Партия регионов                 | Шаповалов, Юрий Анатольевич                 |            | №146     | Полтавская область         | |
|  | Партия регионов                 | Кулинич, Олег Иванович                      |            | №147     | Полтавская область         | |
|  | Партия регионов                 | Пилипенко, Владимир Филиппович              |            | №148     | Полтавская область         | |
|  | Партия регионов                 | Лелюк, Алексей Владимирович                 |            | №149     | Полтавская область         | |
|  | Другие                          | Жеваго, Константин Валентинович             |            | №150     | Полтавская область         | |
|  | УДАР                            | Кутовой, Тарас Викторович                   |            | №151     | Полтавская область         | |
|  | ВО Свобода                      | Осуховский, Олег Иванович                   |            | №152     | Ровненская область         | |
|  | Батькивщина                     | Вознюк, Юрий Владимирович                   |            | №153     | Ровненская область         | |
|  | Батькивщина                     | Королюк, Валентин Анатольевич               |            | №154     | Ровненская область         | |
|  | Партия регионов                 | Сорока, Николай Петрович                    |            | №155     | Ровненская область         | |
|  | Батькивщина                     | Кучерук, Николай Герасимович                |            | №156     | Ровненская область         | |
|  | Батькивщина                     | Медуница, Олег Вячеславович                 |            | №157     | Сумская область            | |
|  | Партия регионов                 | Волков, Александр Михайлович                |            | №158     | Сумская область            | |
|  | Партия регионов                 | Деркач, Андрей Леонидович                   |            | №159     | Сумская область            | |
|  | Партия регионов                 | Молоток, Игорь Фёдорович                    |            | №160     | Сумская область            | |
|  | Батькивщина                     | Шульга, Владимир Петрович                   |            | №161     | Сумская область            | |
|  | Батькивщина                     | Купрейчик, Ирина Валерьевна                 |            | №162     | Сумская область            | |
|  | ВО Свобода                      | Кайда, Алексей Петрович                     |            | №163     | Тернопольская область      | |
|  | ВО Свобода                      | Головко, Михаил Иосифович                   |            | №164     | Тернопольская область      | |
|  | Батькивщина                     | Бойко, Владимир Богданович                  |            | №165     | Тернопольская область      | |
|  | Батькивщина                     | Апостол, Михаил Владимирович                |            | №166     | Тернопольская область      | |
|  | Батькивщина                     | Стойко, Иван Михайлович                     |            | №167     | Тернопольская область      | |
|  | Партия регионов                 | Писаренко, Валерий Владимирович             |            | №168     | Харьковская область        | |
|  | Партия регионов                 | Бережная, Ирина Григорьевна                 |            | №169     | Харьковская область        | |
|  | Партия регионов                 | Святаш, Дмитрий Владимирович                |            | №170     | Харьковская область        | |
|  | Партия регионов                 | Горина, Ирина Анатольевна                   |            | №171     | Харьковская область        | |
|  | Партия регионов                 | Мисик, Владимир Юрьевич                     |            | №172     | Харьковская область        | |
|  | Партия регионов                 | Денисенко, Анатолий Петрович                |            | №173     | Харьковская область        | |
|  | Партия регионов                 | Фельдман, Александр Борисович               |            | №174     | Харьковская область        | |
|  | Партия регионов                 | Кацуба, Владимир Михайлович                 |            | №175     | Харьковская область        | |
|  | Партия регионов                 | Шенцев, Дмитрий Алексеевич                  |            | №176     | Харьковская область        | |
|  | Партия регионов                 | Остапчук, Виктор Николаевич                 |            | №177     | Харьковская область        | |
|  | Партия регионов                 | Добкин, Дмитрий Маркович                    |            | №178     | Харьковская область        | |
|  | Партия регионов                 | Гиршфельд, Анатолий Моисеевич               |            | №179     | Харьковская область        | |
|  | Партия регионов                 | Беловол, Александр Николаевич               |            | №180     | Харьковская область        | |
|  | Партия регионов                 | Мураев, Евгений Владимирович                |            | №181     | Харьковская область        | |
|  | Партия регионов                 | Сальдо, Владимир Васильевич                 |            | №182     | Херсонская область         | |
|  | УДАР                            | Путилов, Андрей Станиславович               |            | №183     | Херсонская область         | |
|  | Партия регионов                 | Дмитрук, Николай Ильич                      |            | №184     | Херсонская область         | |
|  | Партия регионов                 | Опанащенко, Михаил Владимирович             |            | №185     | Херсонская область         | |
|  | УДАР                            | Негой, Фёдор Фёдорович                      |            | №186     | Херсонская область         | |
|  | Батькивщина                     | Лукашук, Олег Григорьевич                   |            | №187     | Хмельницкая область        | |
|  | Другие                          | Лабазюк, Сергей Петрович                    |            | №188     | Хмельницкая область        | |
|  | ВО Свобода                      | Сабий, Игорь Михайлович                     |            | №189     | Хмельницкая область        | |
|  | Партия регионов                 | Буряк, Сергей Васильевич                    |            | №190     | Хмельницкая область        | |
|  | Партия регионов                 | Бондарь, Виктор Васильевич                  |            | №191     | Хмельницкая область        | |
|  | Партия регионов                 | Герега, Александр Владимирович              |            | №192     | Хмельницкая область        | |
|  | Партия регионов                 | Мельниченко, Владимир Владимирович          |            | №193     | Хмельницкая область        | |
|  | Народная партия                 | Поплавский, Михаил Михайлович               |            | №194     | Черкасская область         | с 15 января 2014 года |
|  | Партия регионов                 | Зубик, Владимир Владимирович                |            | №195     | Черкасская область         | |
|  | Партия регионов                 | Бобов, Геннадий Борисович                   |            | №196     | Черкасская область         | |
|  | Батькивщина                     | Даценко, Леонид Николаевич                  |            | №197     | Черкасская область         | с 15 января 2014 года |
|  | Другие                          | Тимошенко, Виктор Анатольевич               |            | №198     | Черкасская область         | |
|  | Партия регионов                 | Ничипоренко, Валентин Николаевич            |            | №199     | Черкасская область         | |
|  | Партия регионов                 | Яценко, Антон Владимирович                  |            | №200     | Черкасская область         | |
|  | Батькивщина                     | Федорук, Николай Трофимович                 |            | №201     | Черновицкая область        | |
|  | Батькивщина                     | Фищук, Александр Георгиевич                 |            | №202     | Черновицкая область        | |
|  | Партия регионов                 | Федоряк, Геннадий Дмитриевич                |            | №203     | Черновицкая область        | |
|  | Партия регионов                 | Семенюк, Артём Алексеевич                   |            | №204     | Черновицкая область        | |
|  | Батькивщина                     | Дубиль, Валерий Александрович               |            | №205     | Черниговская область       | |
|  | Партия регионов                 | Атрошенко, Владислав Анатольевич            |            | №206     | Черниговская область       | |
|  | Другие                          | Рыбаков, Игорь Александрович                |            | №207     | Черниговская область       | |
|  | Радикальная партия Олега Ляшко  | Ляшко, Олег Валерьевич                      |            | №208     | Черниговская область       | |
|  | Партия регионов                 | Куровский, Иван Иванович                    |            | №209     | Черниговская область       | |
|  | Социалистическая партия Украины | Рудковский, Николай Николаевич              |            | №210     | Черниговская область       | |
|  | Батькивщина                     | Терёхин, Сергей Анатольевич                 |            | №211     | Киев                       | |
|  | Батькивщина                     | Ярема, Виталий Григорьевич                  |            | №212     | Киев                       | до 13 мая 2014 года |
|  | Батькивщина                     | Яворивский, Владимир Александрович          |            | №213     | Киев                       | |
|  | УДАР                            | Чумак, Виктор Васильевич                    |            | №214     | Киев                       | |
|  | ВО Свобода                      | Ильенко, Андрей Юрьевич                     |            | №215     | Киев                       | |
|  | Батькивщина                     | Ляпина, Ксения Михайловна                   |            | №216     | Киев                       | |
|  | Батькивщина                     | Бригинец, Александр Михайлович              |            | №217     | Киев                       | |
|  | Батькивщина                     | Арьев, Владимир Игоревич                    |            | №218     | Киев                       | |
|  | Батькивщина                     | Бондаренко, Владимир Дмитриевич             |            | №219     | Киев                       | до 13 мая 2014 года |
|  | Батькивщина                     | Черноволенко, Александр Виленович           |            | №220     | Киев                       | |
|  | Батькивщина                     | Емец, Леонид Александрович                  |            | №221     | Киев                       | |
|  | Батькивщина                     | Андриевский, Дмитрий Иосифович              |            | №222     | Киев                       | |
|  | Народная партия                 | Пилипишин Виктор Петрович                   |            | №223     | Киев                       | с 15 января 2014 года |
|  | Партия регионов                 | Лебедев, Павел Валентинович                 |            | №224     | Севастополь                | до 22 марта 2013 года |
|  | Партия регионов                 | Новинский, Вадим Владиславович              |            | №224     | Севастополь                | заменил Павла Лебедева после выборов на округе 7 июля                                                                     |
|  | Партия регионов                 | Колесниченко, Вадим Васильевич              |            | №225     | Севастополь                | до 15 апреля 2014 |
|  | ВО Свобода                      | Тягнибок, Олег Ярославович                  | №1         |          |                            | |
|  | ВО Свобода                      | Бенюк, Богдан Михайлович                    | №2         |          |                            | |
|  | ВО Свобода                      | Мохник, Андрей Владимирович                 | №3         |          |                            | до 28 февраля 2014 года                                                                                                   |
|  | ВО Свобода                      | Мирошниченко, Игорь Михайлович              | №4         |          |                            | |
|  | ВО Свобода                      | Шевченко, Александр Аксентьевич             | №5         |          |                            | |
|  | ВО Свобода                      | Витив, Анатолий Николаевич                  | №6         |          |                            | |
|  | ВО Свобода                      | Панькевич, Олег Игоревич                    | №7         |          |                            | |
|  | ВО Свобода                      | Швайка, Игорь Александрович                 | №8         |          |                            | до 28 февраля 2014 года                                                                                                   |
|  | ВО Свобода                      | Кириленок, Павел Вениаминович               | №9         |          |                            | |
|  | ВО Свобода                      | Янкив, Игорь Тарасович                      | №10        |          |                            | |
|  | ВО Свобода                      | Мартынюк, Леонтий Святославович             | №11        |          |                            | |
|  | ВО Свобода                      | Кошулинский, Руслан Владимирович            | №12        |          |                            | |
|  | ВО Свобода                      | Кривецкий, Игорь Игоревич                   | №13        |          |                            | |
|  | ВО Свобода                      | Сиротюк, Юрий Николаевич                    | №14        |          |                            | |
|  | ВО Свобода                      | Гелевей, Олег Иванович                      | №15        |          |                            | |
|  | ВО Свобода                      | Сиротюк, Олег Мирославович                  | №16        |          |                            | до 17 марта 2014 года |
|  | ВО Свобода                      | Блавацкий, Михаил Васильевич                | №17        |          |                            | |
|  | ВО Свобода                      | Мирный, Александр Борисович                 | №18        |          |                            | |
|  | ВО Свобода                      | Мищенко, Андрей Николаевич                  | №19        |          |                            | |
|  | ВО Свобода                      | Марцинкив, Руслан Романович                 | №20        |          |                            | |
|  | ВО Свобода                      | Махницкий, Олег Игоревич                    | №21        |          |                            | до 17 марта 2014 года |
|  | ВО Свобода                      | Черняков, Валерий Викторович                | №22        |          |                            | до 1 апреля 2014 года |
|  | ВО Свобода                      | Леонов, Эдуард Владимирович                 | №23        |          |                            | |
|  | ВО Свобода                      | Ханенко, Святослав Михайлович               | №24        |          |                            | |
|  | ВО Свобода                      | Зелик, Руслан Богданович                    | №25        |          |                            | |
|  | ВО Свобода                      | Фурман, Алексей Юрьевич                     | №26        |          |                            | с 11 марта 2014 года |
|  | ВО Свобода                      | Бондарчук, Олег Владимирович                | №27        |          |                            | с 11 марта 2014 года |
|  | ВО Свобода                      | Осауленко, Тарас Владимирович               | №28        |          |                            | с 25 марта 2014 года |
|  | ВО Свобода                      | Лопачак, Маркиян Романович                  | №29        |          |                            | с 25 марта 2014 года |
|  | ВО Свобода                      | Чёрная, Галина Михайловна                   | №30        |          |                            | с 9 апреля 2014 года |
|  | КПУ                             | Симоненко, Пётр Николаевич                  | №1         |          |                            | |
|  | КПУ                             | Цыбенко, Пётр Степанович                    | №2         |          |                            | |
|  | КПУ                             | Спирина, Ирина Дмитриевна                   | №3         |          |                            | |
|  | КПУ                             | Килинкаров, Спиридон Павлович               | №4         |          |                            | |
|  | КПУ                             | Присяжнюк, Александр Андреевич              | №5         |          |                            | |
|  | КПУ                             | Алексеев, Игорь Викторович                  | №6         |          |                            | |
|  | КПУ                             | Калетник, Игорь Григорьевич                 | №7         |          |                            | |
|  | КПУ                             | Мартынюк, Адам Иванович                     | №8         |          |                            | |
|  | КПУ                             | Матвеев, Валентин Григорьевич               | №9         |          |                            | |
|  | КПУ                             | Мармазов, Евгений Васильевич                | №10        |          |                            | |
|  | КПУ                             | Голуб, Александр Владимирович               | №11        |          |                            | |
|  | КПУ                             | Скарбовийчук, Руслан Владимирович           | №12        |          |                            | |
|  | КПУ                             | Гордиенко, Сергей Владимирович              | №13        |          |                            | |
|  | КПУ                             | Гончаров, Сергей Васильевич                 | №14        |          |                            | |
|  | КПУ                             | Буховец, Олег Юльевич                       | №15        |          |                            | |
|  | КПУ                             | Михайленко, Ольга Дмитриевна                | №16        |          |                            | |
|  | КПУ                             | Зубчевский, Александр Петрович              | №17        |          |                            | |
|  | КПУ                             | Бидёвка, Владимир Анатольевич               | №18        |          |                            | |
|  | КПУ                             | Дзарданов, Николай Сергеевич                | №19        |          |                            | |
|  | КПУ                             | Баландин, Сергей Викторович                 | №20        |          |                            | |
|  | КПУ                             | Топалов, Сергей Валерьевич                  | №21        |          |                            | до 13 июня 2014 года |
|  | КПУ                             | Бабич, Виктория Владимировна                | №22        |          |                            | |
|  | КПУ                             | Шугало, Роман Васильевич                    | №23        |          |                            | |
|  | КПУ                             | Байдюк, Лариса Макаровна                    | №24        |          |                            | |
|  | КПУ                             | Самойленко, Василий Петрович                | №25        |          |                            | |
|  | КПУ                             | Губарь, Виктор Иванович                     | №26        |          |                            | |
|  | КПУ                             | Дорохов, Антон Николаевич                   | №27        |          |                            | |
|  | КПУ                             | Левченко, Ольга Владимировна                | №28        |          |                            | |
|  | КПУ                             | Кудря, Владимир Илларионович                | №29        |          |                            | |
|  | КПУ                             | Парубок, Емельян Никонович                  | №30        |          |                            | |
|  | КПУ                             | Герасимчук, Михаил Иванович                 | №31        |          |                            | до 7 ноября 2013 года, умер                                                                                               |
|  | КПУ                             | Борита, Ольга Васильевна                    | №32        |          |                            | |
|  | КПУ                             | Демидюк, Василий Харитонович                | №33        |          |                            | с 3 декабря 2013 года |
|  | КПУ                             | Ганчуков, Александр Константинович          | №34        |          |                            | с 29 мая 2014 года |
|  | УДАР                            | Кличко, Виталий Владимирович                | №1         |          |                            | до 5 июня 2014 года |
|  | УДАР                            | Матиос, Мария Васильевна                    | №2         |          |                            | |
|  | УДАР                            | Наливайченко, Валентин Александрович        | №3         |          |                            | до 17 марта 2014 года |
|  | УДАР                            | Продан, Оксана Петровна                     | №4         |          |                            | |
|  | УДАР                            | Ковальчук, Виталий Анатольевич              | №5         |          |                            | |
|  | УДАР                            | Геращенко, Ирина Владимировна               | №6         |          |                            | |
|  | УДАР                            | Пинзеник, Виктор Михайлович                 | №7         |          |                            | |
|  | УДАР                            | Агафонова, Наталья Владимировна             | №8         |          |                            | |
|  | УДАР                            | Палатный, Артур Леонидович                  | №9         |          |                            | |
|  | УДАР                            | Розенко, Павел Валерьевич                   | №10        |          |                            | |
|  | УДАР                            | Новак, Наталья Васильевна                   | №11        |          |                            | |
|  | УДАР                            | Романюк, Роман Сергеевич                    | №12        |          |                            | |
|  | УДАР                            | Карпунцов, Валерий Витальевич               | №13        |          |                            | |
|  | УДАР                            | Паламарчук, Николай Петрович                | №14        |          |                            | |
|  | УДАР                            | Куницын, Сергей Владимирович                | №15        |          |                            | |
|  | УДАР                            | Ионова, Мария Николаевна                    | №16        |          |                            | |
|  | УДАР                            | Гурвиц, Эдуард Иосифович                    | №17        |          |                            | |
|  | УДАР                            | Чугунников, Виталий Семёнович               | №18        |          |                            | |
|  | УДАР                            | Пацкан, Валерий Васильевич                  | №19        |          |                            | |
|  | УДАР                            | Гинка, Ярослав Ярославович                  | №20        |          |                            | |
|  | УДАР                            | Ткачук, Геннадий Витальевич                 | №21        |          |                            | |
|  | УДАР                            | Раупов, Рустам Бурханович                   | №22        |          |                            | |
|  | УДАР                            | Чернега, Роман Тарасович                    | №23        |          |                            | |
|  | УДАР                            | Корнийчук, Александр Александрович          | №24        |          |                            | |
|  | УДАР                            | Побер, Игорь Николаевич                     | №25        |          |                            | |
|  | УДАР                            | Куренной, Владимир Константинович           | №26        |          |                            | |
|  | УДАР                            | Савчук, Юрий Петрович                       | №27        |          |                            | |
|  | УДАР                            | Рябикин, Павел Борисович                    | №28        |          |                            | |
|  | УДАР                            | Аверченко, Сергей Николаевич                | №29        |          |                            | до 1 апреля 2014 года |
|  | УДАР                            | Ванзуряк, Роман Степанович                  | №30        |          |                            | до 15 апреля 2014 года |
|  | УДАР                            | Белькова, Ольга Валентиновна                | №31        |          |                            | |
|  | УДАР                            | Ищенко, Валерий Александрович               | №32        |          |                            | |
|  | УДАР                            | Мочков, Александр Борисович                 | №33        |          |                            | |
|  | УДАР                            | Павленко, Ростислав Николаевич              | №34        |          |                            | |
|  | УДАР                            | Ревенко, Анатолий Дмитрович                 | №35        |          |                            | с 24 марта 2014 года |
|  | УДАР                            | Крутый, Валерий Иванович                    | №36        |          |                            | с 8 апреля 2014 года |
|  | УДАР                            | Фирсов, Егор Павлович                       | №37        |          |                            | с 18 апреля 2014 года |
|  | УДАР                            | Ильяшенко, Виталий Владимирович             | №38        |          |                            | с 16 июня 2014 года |
|  | Батькивщина                     | Яценюк, Арсений Петрович                    | №1         |          |                            | до 28 февраля 2014 |
|  | Батькивщина                     | Гриценко, Анатолий Степанович               | №2         |          |                            | |
|  | Батькивщина                     | Турчинов, Александр Валентинович            | №3         |          |                            | |
|  | Батькивщина                     | Кириленко, Вячеслав Анатольевич             | №4         |          |                            | |
|  | Батькивщина                     | Немыря, Григорий Михайлович                 | №5         |          |                            | |
|  | Батькивщина                     | Соболев, Сергей Владиславович               | №6         |          |                            | |
|  | Батькивщина                     | Тарасюк, Борис Иванович                     | №7         |          |                            | |
|  | Батькивщина                     | Томенко, Николай Владимирович               | №8         |          |                            | |
|  | Батькивщина                     | Княжицкий, Николай Леонидович               | №9         |          |                            | |
|  | Батькивщина                     | Джемилев, Мустафа Абдулджемиль              | №10        |          |                            | |
|  | Батькивщина                     | Кожемякин, Андрей Анатольевич               | №11        |          |                            | |
|  | Батькивщина                     | Гриневич, Лилия Михайловна                  | №12        |          |                            | |
|  | Батькивщина                     | Кириленко, Иван Григорьевич                 | №13        |          |                            | |
|  | Батькивщина                     | Федорчук, Ярослав Петрович                  | №14        |          |                            | |
|  | Батькивщина                     | Мартыненко, Николай Владимирович            | №15        |          |                            | |
|  | Батькивщина                     | Луценко, Ирина Степановна                   | №16        |          |                            | |
|  | Батькивщина                     | Пышный, Андрей Григорьевич                  | №17        |          |                            | |
|  | Батькивщина                     | Власенко, Сергей Владимирович               | №18        |          |                            | |
|  | Батькивщина                     | Парубий, Андрей Владимирович                | №19        |          |                            | до 17 марта 2014 года |
|  | Батькивщина                     | Кужель, Александра Владимировна             | №20        |          |                            | |
|  | Батькивщина                     | Кубив, Степан Иванович                      | №21        |          |                            | до 4 марта 2014 года |
|  | Батькивщина                     | Аваков, Арсен Борисович                     | №22        |          |                            | до 17 марта 2014 года |
|  | Батькивщина                     | Одарченко, Юрий Витальевич                  | №23        |          |                            | |
|  | Батькивщина                     | Оробец, Леся Юрьевна                        | №24        |          |                            | |
|  | Батькивщина                     | Пашинский, Сергей Владимирович              | №25        |          |                            | |
|  | Батькивщина                     | Абдуллин, Александр Рафкатович              | №26        |          |                            | |
|  | Батькивщина                     | Павелко, Андрей Васильевич                  | №27        |          |                            | |
|  | Батькивщина                     | Шлемко, Дмитрий Васильевич                  | №28        |          |                            | |
|  | Батькивщина                     | Забзалюк, Роман Емельянович                 | №28        |          |                            | |
|  | Батькивщина                     | Москаль, Геннадий Геннадьевич               | №29        |          |                            | |
|  | Батькивщина                     | Шевченко, Андрей Витальевич                 | №30        |          |                            | |
|  | Батькивщина                     | Дзензерский, Денис Викторович               | №31        |          |                            | |
|  | Батькивщина                     | Сушкевич, Валерий Михайлович                | №32        |          |                            | |
|  | Батькивщина                     | Деревляный, Василий Тимофеевич              | №33        |          |                            | |
|  | Батькивщина                     | Князевич, Руслан Петрович                   | №34        |          |                            | |
|  | Батькивщина                     | Денисова, Людмила Леонтьевна                | №35        |          |                            | до 17 марта 2014 года |
|  | Батькивщина                     | Фаермарк, Сергей Александрович              | №36        |          |                            | |
|  | Батькивщина                     | Швец, Виктор Дмитриевич                     | №37        |          |                            | |
|  | Батькивщина                     | Иванчук, Андрей Владимирович                | №38        |          |                            | |
|  | Батькивщина                     | Лукьянчук, Руслан Валерьевич                | №39        |          |                            | |
|  | Батькивщина                     | Бурбак, Максим Юрьевич                      | №40        |          |                            | до 17 марта 2014 года |
|  | Батькивщина                     | Павловский, Андрей Михайлович               | №41        |          |                            | |
|  | Батькивщина                     | Бондарев, Константин Анатольевич            | №42        |          |                            | |
|  | Батькивщина                     | Сергиенко, Леонид Григорьевич               | №43        |          |                            | |
|  | Батькивщина                     | Сас, Сергей Владимирович                    | №44        |          |                            | до 13 марта 2014 года |
|  | Батькивщина                     | Сенченко, Андрей Виленович                  | №45        |          |                            | |
|  | Батькивщина                     | Табалов, Александр Николаевич               | №46        |          |                            | |
|  | Батькивщина                     | Кравчук, Василий Петрович                   | №47        |          |                            | |
|  | Батькивщина                     | Кальченко, Валерий Михайлович               | №48        |          |                            | |
|  | Батькивщина                     | Петренко, Павел Дмитриевич                  | №49        |          |                            | до 17 марта 2014 года |
|  | Батькивщина                     | Слюз, Татьяна Ярославовна                   | №50        |          |                            | до 13 мая 2014 года |
|  | Батькивщина                     | Шкварилюк, Владимир Васильевич              | №51        |          |                            | |
|  | Батькивщина                     | Донец, Татьяна Анатольевна                  | №52        |          |                            | |
|  | Батькивщина                     | Головко, Валерий Анатольевич                | №53        |          |                            | |
|  | Батькивщина                     | Данилов, Виталий Богданович                 | №54        |          |                            | |
|  | Батькивщина                     | Скосарь, Игорь Евгениевич                   | №55        |          |                            | |
|  | Батькивщина                     | Полочанинов, Владимир Геннадьевич           | №56        |          |                            | |
|  | Батькивщина                     | Кондратюк, Елена Константиновна             | №57        |          |                            | |
|  | Батькивщина                     | Лунченко, Валерий Валерьевич                | №58        |          |                            | |
|  | Батькивщина                     | Немилостивый, Виталий Александрович         | №59        |          |                            | |
|  | Батькивщина                     | Стець, Юрий Ярославович                     | №60        |          |                            | |
|  | Батькивщина                     | Дубовой, Александр Фёдорович                | №61        |          |                            | |
|  | Батькивщина                     | Стаднийчук, Роман Васильевич                | №62        |          |                            | с 19 марта 2013 года |
|  | Батькивщина                     | Мириков, Вадим Иванович                     | №63        |          |                            | с 14 марта 2014 года |
|  | Батькивщина                     | Шевчук, Олег Борисович                      | №64        |          |                            | с 24 марта 2014 года |
|  | Батькивщина                     | Макул, Леонид Яковлевич                     | №65        |          |                            | с 24 марта 2014 года |
|  | Батькивщина                     | Ледовских, Алена Владимировна               | №66        |          |                            | с 24 марта 2014 года |
|  | Батькивщина                     | Грынив, Игорь Алексеевич                    | №67        |          |                            | с 24 марта 2014 года |
|  | Батькивщина                     | Чубатенко, Александр Михайлович             | №68        |          |                            | с 24 марта 2014 года |
|  | Батькивщина                     | Колганова, Алёна Валерьевна                 | №69        |          |                            | с 24 марта 2014 года |
|  | Батькивщина                     | Богдан, Руслан Дмитриевич                   | №70        |          |                            | с 6 июня 2014 года |
|  | Партия регионов                 | Азаров, Николай Янович                      | №1         |          |                            | до 18 декабря 2012 года                                                                                                   |
|  | Партия регионов                 | Повалий, Таисия Николаевна                  | №2         |          |                            | |
|  | Партия регионов                 | Тигипко, Сергей Леонидович                  | №3         |          |                            | |
|  | Партия регионов                 | Клюев, Андрей Петрович                      | №4         |          |                            | отказался от мандата |
|  | Партия регионов                 | Ефремов, Александр Сергеевич                | №5         |          |                            | |
|  | Партия регионов                 | Акимова, Ирина Михайловна                   | №6         |          |                            | отказалась от мандата |
|  | Партия регионов                 | Бойко, Владимир Семёнович                   | №7         |          |                            | |
|  | Партия регионов                 | Колесников, Борис Викторович                | №8         |          |                            | |
|  | Партия регионов                 | Кожара, Леонид Александрович                | №9         |          |                            | до 25 декабря 2012 года                                                                                                   |
|  | Партия регионов                 | Рыбак, Владимир Васильевич                  | №10        |          |                            | |
|  | Партия регионов                 | Табачник, Дмитрий Владимирович              | №11        |          |                            | до 25 декабря 2012 года                                                                                                   |
|  | Партия регионов                 | Лавринович, Александр Владимирович          | №12        |          |                            | до 25 декабря 2012 года                                                                                                   |
|  | Партия регионов                 | Герман Анна Николаевна                      | №13        |          |                            | |
|  | Партия регионов                 | Скубашевский, Станислав Валерианович        | №14        |          |                            | |
|  | Партия регионов                 | Близнюк, Анатолий Михайлович                | №15        |          |                            | |
|  | Партия регионов                 | Шаров, Игорь Фёдорович                      | №16        |          |                            | |
|  | Партия регионов                 | Олейник, Владимир Николаевич                | №17        |          |                            | |
|  | Партия регионов                 | Табачник, Яков Пиневич                      | №18        |          |                            | |
|  | Партия регионов                 | Макеенко, Владимир Владимирович             | №19        |          |                            | |
|  | Партия регионов                 | Тедеев, Эльбрус Сосланович                  | №20        |          |                            | |
|  | Партия регионов                 | Чечетов, Михаил Васильевич                  | №21        |          |                            | |
|  | Партия регионов                 | Янукович, Виктор Викторович                 | №22        |          |                            | |
|  | Партия регионов                 | Хомутынник, Виталий Юрьевич                 | №23        |          |                            | |
|  | Партия регионов                 | Иванющенко, Юрий Владимирович               | №24        |          |                            | |
|  | Партия регионов                 | Фабрикант, Светлана Самуиловна              | №25        |          |                            | |
|  | Партия регионов                 | Воропаев, Юрий Николаевич                   | №26        |          |                            | |
|  | Партия регионов                 | Шуфрич, Нестор Иванович                     | №27        |          |                            | |
|  | Партия регионов                 | Демидко, Владимир Николаевич                | №28        |          |                            | |
|  | Партия регионов                 | Геллер, Евгений Борисович                   | №29        |          |                            | |
|  | Партия регионов                 | Мальцев, Владимир Александрович             | №30        |          |                            | |
|  | Партия регионов                 | Вечерко, Владимир Николаевич                | №31        |          |                            | |
|  | Партия регионов                 | Мхитарян, Нвер Мнацаканович                 | №32        |          |                            | |
|  | Партия регионов                 | Кий, Сергей Викторович                      | №33        |          |                            | |
|  | Партия регионов                 | Демянко, Николай Иванович                   | №34        |          |                            | |
|  | Партия регионов                 | Дудка, Владимир Владимирович                | №35        |          |                            | |
|  | Партия регионов                 | Васадзе, Тариэл Шакрович                    | №36        |          |                            | |
|  | Партия регионов                 | Хмельницкий, Василий Иванович               | №37        |          |                            | |
|  | Партия регионов                 | Зарубинский, Олег Александрович             | №38        |          |                            | |
|  | Партия регионов                 | Мирошниченко, Юрий Романович                | №39        |          |                            | |
|  | Партия регионов                 | Турманов, Виктор Иванович                   | №40        |          |                            | |
|  | Партия регионов                 | Селиваров, Андрей Борисович                 | №41        |          |                            | |
|  | Партия регионов                 | Мошак, Сергей Николаевич                    | №42        |          |                            | |
|  | Партия регионов                 | Кузьмук, Александр Иванович                 | №43        |          |                            | |
|  | Партия регионов                 | Егоров, Александр Николаевич                | №44        |          |                            | |
|  | Партия регионов                 | Ващук, Екатерина Тимофеевна                 | №45        |          |                            | |
|  | Партия регионов                 | Веревский, Андрей Михайлович                | №46        |          |                            | до 5 марта 2013 года, полномочия прекращены по причине несовместимости депутатского мандата с другими видами деятельности |
|  | Партия регионов                 | Бондаренко, Елена Анатольевна               | №47        |          |                            | |
|  | Партия регионов                 | Сигал, Евгений Яковлевич                    | №48        |          |                            | |
|  | Партия регионов                 | Смитюх, Григорий Евдокимович                | №49        |          |                            | |
|  | Партия регионов                 | Чертков, Юрий Дмитриевич                    | №50        |          |                            | |
|  | Партия регионов                 | Баграев, Николай Георгиевич                 | №51        |          |                            | |
|  | Партия регионов                 | Аркаллаев, Нурулислам Гаджиевич             | №52        |          |                            | |
|  | Партия регионов                 | Пригодский, Антон Викентьевич               | №53        |          |                            | |
|  | Партия регионов                 | Васильев, Геннадий Андреевич                | №54        |          |                            | |
|  | Партия регионов                 | Шаблатович, Олег Николаевич                 | №55        |          |                            | |
|  | Партия регионов                 | Продивус, Владимир Степанович               | №56        |          |                            | |
|  | Партия регионов                 | Щербань, Артём Владимирович                 | №57        |          |                            | |
|  | Партия регионов                 | Калюжный, Виталий Анатольевич               | №58        |          |                            | |
|  | Партия регионов                 | Кинах, Анатолий Кириллович                  | №59        |          |                            | |
|  | Партия регионов                 | Богословская, Инна Германовна               | №60        |          |                            | |
|  | Партия регионов                 | Мельник, Станислав Анатольевич              | №61        |          |                            | |
|  | Партия регионов                 | Малышев, Владимир Степанович                | №62        |          |                            | |
|  | Партия регионов                 | Мироненко, Михаил Иванович                  | №63        |          |                            | |
|  | Партия регионов                 | Волков, Александр Анатольевич               | №64        |          |                            | |
|  | Партия регионов                 | Мельничук, Лариса Юрьевна                   | №65        |          |                            | |
|  | Партия регионов                 | Корж, Павел Петрович                        | №66        |          |                            | |
|  | Партия регионов                 | Шатворян, Вилен Григорьевич                 | №67        |          |                            | |
|  | Партия регионов                 | Прасолов, Игорь Николаевич                  | №68        |          |                            | до 11 января 2013 года |
|  | Партия регионов                 | Пинчук, Андрей Павлович                     | №69        |          |                            | |
|  | Партия регионов                 | Коржев, Анатолий Леонидович                 | №70        |          |                            | |
|  | Партия регионов                 | Долженков, Александр Валерьевич             | №71        |          |                            | |
|  | Партия регионов                 | Стоян, Александр Николаевич                 | №72        |          |                            | |
|  | Партия регионов                 | Попеску, Иван Васильевич                    | №73        |          |                            | |
|  | Партия регионов                 | Гайдош, Иштван Ференцович                   | №74        |          |                            | |
|  | Партия регионов                 | Поляков, Василий Леонидович                 | №75        |          |                            | |
|  | Партия регионов                 | Поляченко, Юрий Владимирович                | №76        |          |                            | |
|  | Партия регионов                 | Зац, Александр Викторович                   | №77        |          |                            | с 10 января 2013 года |
|  | Партия регионов                 | Благодыр, Юрий Анатольевич                  | №78        |          |                            | с 11 января 2013 года |
|  | Партия регионов                 | Мирный, Иван Николаевич                     | №79        |          |                            | с 22 февраля 2013 года |
|  | Партия регионов                 | Козуб, Александр Андреевич                  | №80        |          |                            | с 19 марта 2013 года |